# エナメル小柱
エナメル小柱（エナメルしょうちゅう）はエナメル質の基本構造。幅4μm、高さ8μmで、ハイドロキシアパタイトの結晶の塊が密に詰まった物質である。断面は、鍵穴と例えられる事もあるが、この説明は適切でないとされる。
エナメル小柱は列をなして並んでおり、それぞれの列の長軸は一般的に象牙質に垂直である。永久歯ではセメントエナメルジャンクション近くのエナメル小柱は予想よりもわずかに歯根の方に傾いている。象牙質に支えられていないエナメル質は容易に破折するため、保存修復学においてエナメル質の走行を理解することは非常に重要である。結晶の構造は非常に複雑である。基本的にエナメル質の結晶は長軸に平行に並ぶが、中心軸から離れれば離れるほど、傾斜が大きくなる。
エナメル小柱の周りは小柱間エナメル質（小柱間質）と呼ぶ。エナメル小柱と構成は同じであるが、結晶の方向が異なっており、組織学的に区別する。エナメル小柱にほぼ垂直な状態となっている。